# تجمع رفع حصر سران جنبش سبز
تجمع رفع حصر سران جنبش سبز در ۲۵ بهمن ۱۴۰۳ در مقابل دانشگاه تهران به مناسبت چهاردهمین سالگرد حصر خانگی میرحسین موسوی، زهرا رهنورد و مهدی کروبی صورت گرفت که توسط گروهی از رزمندگان جنگ ایران و عراق و برخی فعالان مدنی ایران برنامه‌ریزی شده بود. این تجمع منجر به ایجاد فضای امنیتی شدید در اطراف دانشگاه تهران و خیابان‌های اطراف آن شد.

## پیش زمینه
اوایل بهمن ۱۴۰۳ کارزار درخواست رفع حصر در پلتفرمی که به‌منظور ارائه مطالبات مدنی راه‌اندازی شده است، منتشر شد. این مطالبه برای ۲۴ ساعت در صفحه اصلی کارزار با برچسب ویژه نمایش داده شد و توانست در همین مدت کوتاه بیش از ۱۷ هزار امضا جمع کند تا اینکه گردانندگان این پلتفرم گزارش کردند، به دستور کارگروه تعیین مصادیق محتوای مجرمانه، ادامه انتشار این کارزار و جمع‌آوری امضا متوقف خواهد شد. آغاز کنندگان این راه به تلگرام کوچ کردند. در آنجا یک گروه برای مشارکت افراد و اعلام نظر دربارهٔ این مطالبه مدنی شکل گرفت و بر اساس خبرهایی که در فضای مجازی می‌چرخید، چند هزار نفر به گروه ایجاد شده پیوستند.

## فضای امنیتی در روز تجمع
- بی‌بی‌سی فارسی در گزارشی اعلام کرد یک شاهد عینی به این رسانه اعلام کرده که حضور مأموران امنیتی به قدری سنگین بوده که «انگار خیابان‌ها را قرق کرده‌اند».
- انصاف نیوز در گزارشی اعلام کرد که «در خیابان انقلاب فاصلهٔ میدان تا تقاطع قدس، هر چهار پنج متر ون یا ماشین پلیس در خیابان‌ها مستقر شده بودند» و «مأموران اجازه تجمع و ایستادن نمی‌دادند و گاهی با صدای موتور سعی در پراکنده کردن مردم داشتند.»[۳]

## بازداشت‌ها
- رحیم قمیشی، از رزمندگان جنگ ایران و عراق عصر چهارشنبه ۲۴ بهمن بازداشت شد. وی که از چهره‌هایی بود که در اعتراض به حصر برای روز ۲۵ بهمن درخواست برگزاری تجمع اعتراضی داده بود.[۴]
- انصاف نیوز در گزارشی از مشاهدات خبرنگار این رسانه از «دستگیری و هدایت چهار نفر به ون» از ساعت ۱۰:۴۰ تا ۱۱:۴۰ در خیابان انقلاب خبر داد.[۵]
- بر اساس گزارش «کلمه»، در روز ۲۵ بهمن، محمود دردکشان و فرزندش نیز بازداشت شدند.[۶]